# Tezanos
Tezanos es una localidad del municipio de Villacarriedo, Cantabria (España). Se sitúa a 261 metros sobre el nivel del mar. Cuenta con una población de 396 habitantes (2018).